# Frisco Bowl 2024
Match précédent Match suivant
Le Frisco Bowl 2024 est un match de football américain de niveau universitaire joué après la saison régulière de 2024, le 17 décembre 2024 au Toyota Stadium situé à Frisco dans l'État du Texas aux États-Unis. 
Il s'agit de la 7e édition du Frisco Bowl.
Le match met en présence l'équipe des Tigers de Memphis issue de la American Athletic Conference et l'équipe des Mountaineers de la Virginie-Occidentale issue de la Big 12 Conference.
Il débute à 19 h 13 locales (03h13 le 18 décembre en France) et est retransmis à la télévision par ESPN.
Sponsorisé par la société Scooter's Coffee (en), le match est officiellement dénommé le 2024 Scooter's Coffee Frisco Bowl.
Memphis remporte le match sur le score de 42 à 37. 

## Présentation du match
Il s'agit de la 1re rencontre entre les deux équipes.
| Équipes | Logos | Couleurs | Conférences | Entraîneurs                       | Stats. saison rég. | Classements avant le bowl | Classements avant le bowl | Classements avant le bowl |
| --- | ----- | -------- | ----------- | --------------------------------- | ------------------ | ------------------------- | ------------------------- | ------------------------- |
| Équipes | Logos | Couleurs | Conférences | Entraîneurs                       | Stats. saison rég. | CFP                       | AP                        | Coaches                   |
| Tigers de Memphis                                                                                              |       |          | AAC         | Ryan Silverfield (en) (5e saison) | 10-2               | no 25                     | no 25                     | no 23                     |
| Mountaineers de la Virginie-Occidentale                                                                        |       |          | Big 12      | Chad Scott (en) (intérim)         | 6-6                | NC                        | NC                        | NC                        |
| - Arbitre : Jeremy Parker (Sun Belt) - Équipe donnée favorite par les bookmakers : West Virginia par 3½ points |       |          |             |                                   |                    |                           |                           |                           |

### Tigers de Memphis
Avec un bilan global en saison régulière de 10 victoires et 2 défaites (6-2 en matchs de conférence), Memphis est éligible et accepte l'invitation pour participer au Frisco Bowl 2024.
Ils terminent 4e de l'American Athletic Conference.
À l'issue de la saison 2024 (bowl non compris), ils sont désignés no 25 aux classements CFP et AP et no 23 au classement Coaches.
Il s'agit de leur première participation au Frisco Bowl et le 16e bowl de leur histoire (bilan 7-8).

### Mountaineers de la Virginie-Occidentale
Avec un bilan global en saison régulière de 6 victoires et 6 défaites (5-4 en matchs de conférence), West Virginia est éligible et accepte l'invitation pour participer au Frisco Bowl 2024.
Ils terminent 9e de la Big 12 Conference.
À l'issue de la saison 2024 (bowl non compris), ils n'apparaissent pas dans le Top25 des classements CFP, AP et Coaches.
Il s'agit de leur première participation au Frisco Bowl et le 41e bowl de leur histoire (bilan 17-23).